# Madsen på den anden side
Madsen på den anden side er det andet opsamlingsalbum fra den danske rockmusiker Johnny Madsen, udgivet i 2004. Albummet består af geninspillede numre fra tidligere albums. 

## Numre
1. "Dans amigo" (2004-version) – 3:26
2. "Den rejsendes dag" (2004-version) – 4:25
3. "Get Along" (2004-version) – 3:27
4. "Vinden vender" (2004-version) – 3:45
5. "Hjemad" (2004-version) – 4:06
6. "Jenny" (2004-version) – 3:24
7. "Akvariefisk" (2004-version) – 2:39
8. "Sølver bue" (2004-version) – 3:12
9. "Sergei og Johnny" (2004-version) – 3:44
10. "Snedkertøsen" (2004-version) – 2:42
11. "Billy og Villy" (2004-version) – 3:22
12. "Glasmanden" (2004-version) – 2:50
13. "Nu falmer skoven trindt om land" (2004-version) – 3:37